# Underwood International College
Underwood International College (UIC) jest wydziałem uniwersytetu Yonsei University, który jest prywatnym uniwersytetem mieszącym się w Seulu. UIC ma programy na poziomie bakałarza oraz ma wydział na Uniwersytecie Yonsei, oferuje zajęcia w języku angielskim. Pierwszy rocznik rozpoczął naukę w semestrze wiosennym 2006 roku.

## Kierunki
- Nauki Azjatyckie
- Literatura oraz Kultura
- Ekonomia
- Nauki Międzynarodowe
- Biotechnologia
- Polityka oraz stosunki międzynarodowe

## Studenci i wykładowcy
Obecnie w UIC zarejestrowanych około 600 studentów. Studenci są głównie Koreańczykami podchodzącymi z obcych krajów, jednak co roku zwiększa się liczba studentów zagranicznych nieposiadających powiązania z Koreą. UIC jest jedynym 4-letnim kierunkiem z własnym wydziałem w Korei, który oferuje zajęcia w języku angielskim, oraz jedynym, któremu udało się przyciągnąć dużą liczbę studentów międzynarodowych. Różnorodność studentów jest tym, co odróżnia tę instytucje od innych znajdujących się w Korei.
Wykładowcy są obcokrajowcami, bądź Koreańskimi profesorami wykładającymi w języku angielskim. Obecnie UIC posiada około 24 obcokrajowców nauczających między innymi: Historii Świata, Literatury Światowej, Krytycznego Rozumowania oraz wielu innych przedmiotów. Poza nimi student ma dostęp do ponad 100 profesorów wykładających w języku angielskim. W planach jest poszerzenie kadry obcokrajowców do około 30 w nadchodzących latach. Obecnie dziekanem jest profesor Chung Jin-bae.